# アイリッシュ・トラヴェラー
アイリッシュ・トラヴェラー（Irish Travellers、アイルランド語: an lucht siúil、アイルランドの漂泊民の意）は、移動型民族集団の１つ。広義のジプシーに含まれることがある。
パヴィー (pavees) 、ティンカー (tinkers) 、パイキー (pikeys) 、パディー (paddies) 、ジプシー (gypsies) といった名称でも呼ばれることがある。 
主に英語を話すが、一部はシェルタ語やそれに似た符牒 (en:Cant (language)) を話す。ほとんどがアイルランドにいるが、イギリスやアメリカにもかなりの人数で存在する。 
彼らの起源については様々な意見がある。アメリカの1万人前後の人々のうちほとんどがジャガイモ飢饉の起こった1845年から1860年までの期間にアイルランドを去ったトラヴェラーの移民の子孫であり、そのうちの約2,500人がサウスカロライナ州ノースオーガスタ郊外のマーフィー村 (Murphy Village) に住んでいる。

## 語源
トラヴェラーが自分自身のことを表現するときは、ミンキヤー (Minkiers) 、パヴィー (Pavees) 、あるいはアイルランド語のan Lucht Siúil（"歩く人々"を意味する）といった言葉を使う。
その他、トラヴェラーはアイルランドでは、単語の意味そのままにティンカー (Tinkers、鋳掛屋の意味) やアイティナラント（Itinerants、不定住者や遊牧民の意味）、あるいは差別語としてナッカー（en:Knackers、廃馬処理業者の意味）といった表現も使われる。 
このような表現のいくつかは伝統的に彼らによって担われてきた仕事を意味している。tinker（またはtinsmith）は、例えば、瓶 (pot) や鍋 (pan) といったブリキ細工の修理であり、knackerは屠殺 (en:horse slaughter) 対象の古馬や死馬の取得を意味する。ティンカーと特にナッカーは、アイルランドにいるトラヴェラーに対する差別用語として使われている。
ジプシー (gypsy) という言葉は、イングランドとスコットランドに住む大陸からイギリスに来たロマ（エジプト民族と考えられた）に対する表現として、16世紀の記録に初めて登場する 。
その他、ひどく見下した表現として、パイキー、ジッポ(gypoないしgippo、Gypsyのなまり)といった言葉も使われる。

## 各国のアイリッシュ・トラヴェラー

### アイルランド
アイルランド共和国における2006年の国勢調査は、アイリッシュ・トラヴェラーの人口を22,369人と報告している。 
1千7百人から2千人が北アイルランドにいると見られている。
2006年のアイルランド共和国の国勢調査によって、都市部の人口が20,975人が、農村地帯の人口が1,460人であることが明らかにされた。共和国全体の人口に占める割合は0.5%だが、高い比率を示す地域がいくつかある。チュアムでは人口の7.71%を占める。
年齢別でみると、0歳–14歳は9,301人であり、トラヴェラーの人口の41.5%を占める。15歳–24歳は3,406人であり、15.2%を占める。また、トラヴェラーの人口の半数近くである48.7%が0歳–17歳の子供である。
アイルランド全国トラヴェラー健康調査(All Ireland Traveller Health Study、2008年現在の評価)によると、北アイルランドでの人口は3,905人、共和国では36,224人とされている。

### イギリス
2011年、 "アイリッシュ・トラヴェラー"(Irish Traveller)が、広義のジプシー/トラヴェラー (Gypsy/Traveller) の一部として、国勢調査のカテゴリーに初めて導入された。自己申告のジプシー/トラヴェラーとアイリッシュ・トラヴェラーを合わせた人口は63,193人となった。ただし、最近のイギリス在住のトラヴェラーについての見積もりは、イギリスのジプシー/ロマや他のトラヴェラーのグループを構成する全体概算30万人の 一部として、1万5千人前後で推移している。
ロンドンのハーロウとブレントの2つの特別区は、アイリッシュ・トラヴェラーの人口が目立つ地域である。そのような様々な公的な居住地に加えて、何人もが地方自治体住宅(Local Authority Housing)に住んでおり、そのほとんどが子供たちに良質な教育を受けさせたいと考えている女性である。彼女たちやその子供たちの中には夏に旅する者もいるかもしれないが、その場合であってもより広いトラヴェラーの居住地と連絡を取り続けている。
ホーム・カウンティーズ (en:Home Counties) と呼ばれるロンドン周辺地域には、いくつものアイリッシュ・トラヴェラーのコミュニティが存在する。

### アメリカ
彼らのプライバシーを尊重するため、アメリカにはトラヴェラーの人口を示す公的あるいは法的な数字情報がない。 
事実、アイリッシュ・トラヴェラーはアメリカの国勢調査において単独の民族集団として認識されていない。
ある資料ではアメリカにおけるトラヴェラーの人口を1万人と見積もっているが、他の資料には4万人という数字が書かれてもいる。メアリー・Ｅ・アンデレク(Mary E. Andereck)の調査によれば、"ジョージア州のトラヴェラー(Georgia Travelers)のキャンプは約800家族で構成され、ミシシッピ州のトラヴェラー(Mississippi Travelers)では約300家族、テキサス州のトラヴェラー(Texas Travelers)では50家族弱である"。
アメリカのトラヴェラーは、自分たちを歴史的な居住拠点から、オハイオ州 (Ohio Travellers) 、ジョージア州 (Georgia Travellers) 、テキサス州 (Texas Travellers) 、ミシシッピ州 (Mississippi Travellers) といったいくつかにグループ分けしている。最大の居住地はサウスカロライナ州ノースオーガスタの町の外にあるマーフィー村であり、約2,500人が住んでいる。 
他のコミュニティとしては、ホワイト・セトルメント (en:White Settlement, Texas) があり、ここでは各家族は冬季のみ滞在し、夏の間は別の地域に移動している。同じような孤立地域はジョージア州、アラバマ州、ミシシッピ州にわたって見受けられる。
アメリカのトラヴェラーは英語とシェルタ語を話すと言われている。 
アメリカで話されている符牒(Cant)はアイルランドでのそれと異なり、世代を重ねる中でピジン英語の一種に変化している。 
彼らは概して、糧を得るため住所不定の日雇い労働者として、アスファルト舗装、スプレーでの塗装、リノリウム敷きといった仕事をしている。

## 歴史

### 起源
１つの民族集団としてのアイリッシュ・トラヴェラーの歴史的な起源は、学者や大衆の議論の対象である。こういった議論は、本来拠るべきアイリッシュ・トラヴェラー自身による記録が存在しないため難しいものがある。 
彼らはロマの血統かもしれないが、この説には議論があり、その一方でケルト民族以前の先住民族を起源とする説も存在する。 
ギャモン語（GammonまたはGamin）の10%はロマ語から来ているが、主だった単語はアイルランド語由来のものである。 
ケルト語派の専門家クーノ・マイヤー (en:Kuno Meyer) とロマ語の専門家ジョン・サンプソン (en:John Sampson (linguist)) は共に、最初のロマの集団がブリテン諸島に着く300年前にあたる13世紀に遡って存在すると考えた。
2011年に、40人のトラヴェラーから採取されたDNAの分析がダブリンのアイルランド王立外科医学院とエディンバラ大学で始められた。
この研究は、アイリッシュ・トラヴェラーが、少なくとも1000年前に定住型のアイルランド人から分かれた、単独のアイルランドの少数民族であると証明した。つまり、アイスランド人がノルウェー人から分岐したように彼らが定住者集団から分化したということを示している 。
もっとも、もし全ての家族が古い起源を主張するとしても、アイリッシュ・トラヴェラーの全家族が同じ時に遡るわけではない。いくつかの家族はトラヴェラーの慣習を何世紀も前に取り込んだが、一方で他の家族のそれはより最近である。 
アイルランド人と異なるこの民族集団に何人くらいのアイリッシュ・トラヴェラーが含まれるのか、少なくとも遺伝子工学上の視点からは明らかでない。
彼らの起源については、1650年代のオリバー・クロムウェルのアイルランド侵略によってホームレスとなったアイルランド人か、ひょっとしたらもしくは1840年代のジャガイモ飢饉で立ち退きを迫られてホームレスになった人々の子孫、あるいは、中世後期のムルタ・ウィ・コンホバル氏族（en:Clan Muircheartaigh Uí Conchobhair、1300年前後に複数のコノート王を輩出した）の貴種のうち放浪者（ノマド）となった者の末裔、というように、実に様々な説が言われてきている。彼らのノマディズムは牛などの家畜の群れ (creaghts) の移動が元となっている。

### 20世紀
第17ドイル（1959年–63年）の政府 (en:Government of the 17th Dáil) は、以下の付託範囲について"不定住対策委員会"(Commission on Itinerancy)を設立した。
(1) 国内の著しい数の不定住者の存在から生じる問題を調査すること。
(2) 彼らの流儀の生活にともなう経済的、教育的、健康的、社会的な問題を調査すること。
(3) どのような行程が取られるのか熟慮すること—
(a) 移動生活のよりよい手段となる機会を提供する
(b) 一般的なコミュニティへの彼らの統合を促進する
(c) そのような統合が終わるまでの間、彼らとその不定住の慣習によるコミュニティへの不利を最小限にまで減らす
(d) 社会的な地位の改善
(4) 勧告を行うこと。
委員会の1963年の調査報告書は、"不定住者" (itinerant) を"定住地を持っておらずいつも土地から土地を渡り歩く人間（旅芸人 (en:carny) を除く）"と定義した。その上で、オランダの不定住型少数民族へのアプローチを手本として引き合いに出し、トラヴェラーを固定型の住宅に住まわせるという同化政策を勧告している。
当時、ほとんどのアイリッシュ・トラヴェラーはかまぼこ型屋根の馬車に住んでおり、一部に至ってはまだテントを使っていた。
1980年代前半、トラヴェラー調査機関 (The Travelling People Review Body、1981年–83年) は、ホールティング・サイト（en:Halting Site、不定住者の集団居住地の意味。キャラヴァン・サイト (Caravan Site) とも呼ぶ。）への補助を行い、同化よりもむしろ共生 (integration) を提唱した。この機関の構成員にはトラヴェラーも含まれていた。 
1990年代、トラヴェラーコミュニティ特別調査委員会 (The Task Force on the Travelling Community、1993年–95年) は、多文化主義にパラダイムシフトした。

## 言語
アイリッシュ・トラヴェラーは、英語と、時々ギャモン語やアイリッシュ・トラヴェラー符牒 (Irish Traveller Cant) といったシェルタ語の方言を１つか２つ話す。シェルタ語の記録は18世紀に遡るが、それ以前から存在していた可能性が高いものと思われる 。
符牒 (Cant) はアイルランド語に由来し、英語とシェルタ語の組み合わせである。

## 宗教
トラヴェラーの宗教へのアプローチは独特である。大多数はローマ・カトリックであり、癒やしの効果に特別な注意を払っている。 
彼らは、行動についての厳密な規則を守り、それは彼らの道徳心をいくらか左右し彼らの活動に影響することが知られている。

## 教育
トラヴェラーの多くが、子供の時に正規の教育を受けていない。  
民間支援団体のアイリッシュ・トラヴェラー運動 (The Irish Traveller Movement) は、トラヴェラーの子供たちが平等に教育を受ける機会を促進している。
2010年12月、ティペラリー県のクロンメル・クリスチャン・ブラザー・スクール高等学校 (en:CBS High School Clonmel) の入学時の慣習についての反差別訴訟において、アイルランド均等審判所 (en:Equality Tribunal) はトラヴェラーの子供に有利な裁決を行った 。
この訴訟は、もっと多くのトラヴェラー居住地の子供たちに主流の教育機関へ入学できるようにしていくかもしれない。
2011年7月、クロンメル (en:Clonmel) の中等教育学校は、「入学基準はトラヴェラー居住地からの子供たちに対する間接的な差別であった」とする均等審判所の決定への控訴に成功した。

## 健康

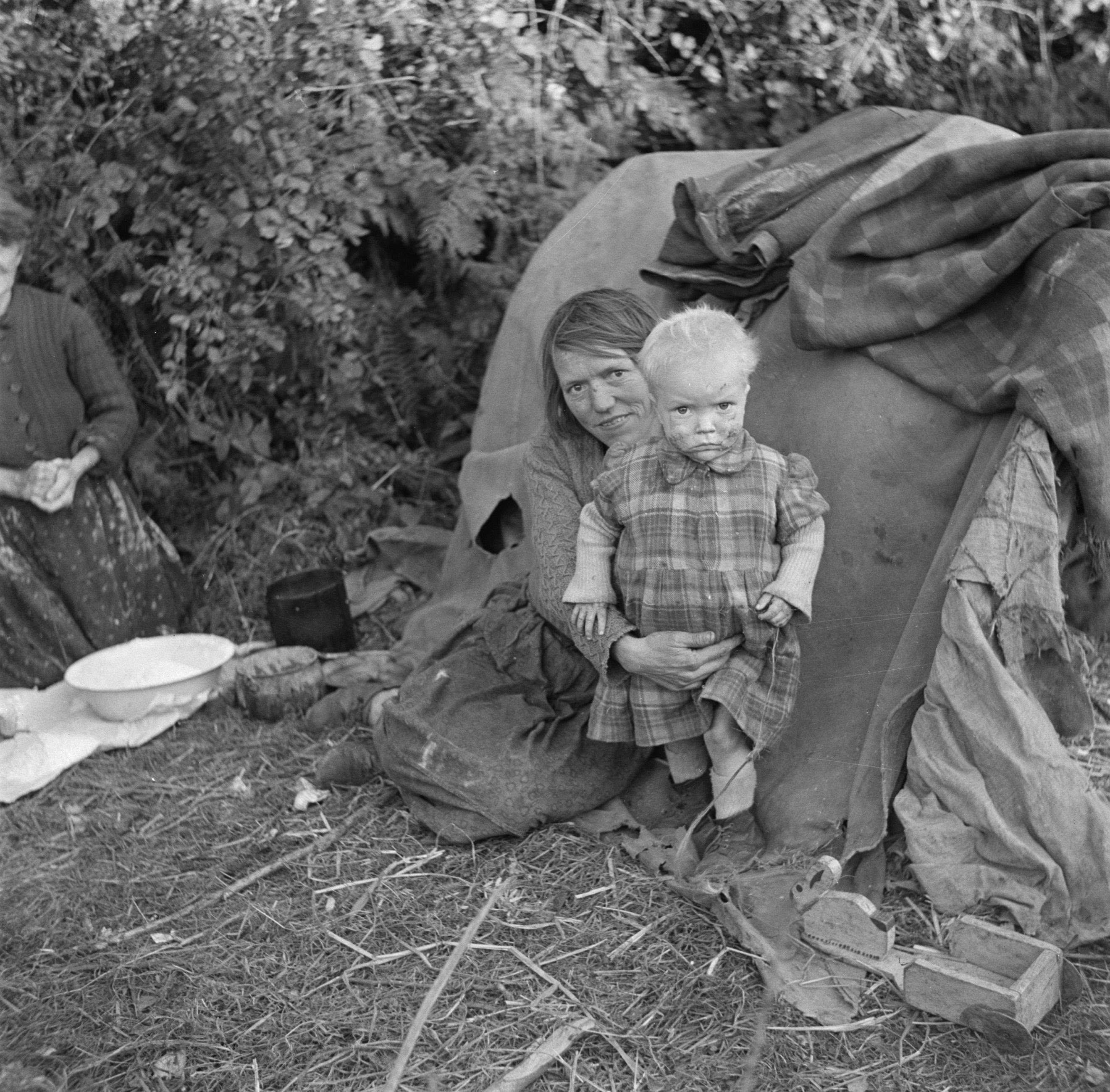
アイリッシュ・トラヴェラー、1946年撮影

アイリッシュ・トラヴェラーの健康は、アイルランド全体と比較して著しく劣っている。その証拠として、アイルランドで出版された2007年の報告書では、トラヴェラーの半数以上が39歳過ぎまで生き続けることができないという状態が示されている 。
1987年の別の政府による調査報告書にはこのような記述が見られる。
出生から老年期まで、彼らの死亡率は高く、その主な死因は、事故、先天性代謝異常症、先天性の疾患 (en:Congenital disorder) が顕著であると同時に、その他一般的に主要な死因も見られる。女性のトラヴェラーは、定住者と比較して特に死亡率が高い。
2007年、アイルランド保健児童省 (Department of Health and Children) は北アイルランドの保健社会保障省 (en:Department of Health, Social Services and Public Safety) と共同で、ユニバーシティ・カレッジ・ダブリンの公衆衛生・人間科学学科(School of Public Health and Population Science)にトラヴェラーの福祉についての大きな国際研究の実施を依頼した。 
この研究はトラヴェラーとその彼らの健康状態についての詳細な調査を含んでおり、完了までに3年間かかると予想された。
アイリッシュ・トラヴェラーの出生率は1990年代より減少を続けているが、それでもいまだにその数値はヨーロッパで最も高い。2005年のトラヴェラーのコミュニティにおける出生率は1千人中33.32人であり、記録されているヨーロッパのあらゆるコミュニティの中で最も高い出生率かもしれない。
平均して10回以上の交通事故死がトラヴェラーの集団の中で見られる。これはトラヴェラーの男性の間で最もよくある死因であり、死因の22%を占めている。トラヴェラー の子供の１割は2度目の誕生日を迎える前に亡くなるが、アイルランド全体でのその数値はちょうど1%である。アイルランドにおける全人口の死亡者に占める25歳以下の人々の割合は2.6%だが、トラヴェラーに限定して見るとその数値は32%と桁違いに高い。 
加えて、トラヴェラーの80%は65歳になる前に亡くなっている。
全国トラヴェラー自殺認識プロジェクト (National Traveller Suicide Awareness Project) によると、トラヴェラーの男性は、アイルランド人全体よりも多く6回以上自殺しそうになる 。

## 結婚
トラヴェラーは早婚の傾向があり、女性であれば16歳か17歳くらい、男性であれば18歳から19歳の間が平均的な結婚の年齢である。

### 集団遺伝学
アイリッシュ・トラヴェラーの遺伝子分析によって、以下の仮説を支持する証拠が発見された。
1. アイルランド人の先祖。
2. それぞれ全く異なるいくつかのアイルランド人グループの総称。
3. ヴァイキングの影響を受けたアイルランド中部 (en: Midlands Region, Ireland) の県の特殊性[46]。

ミリアム・マーフィー (Miriam Murphy) やデイヴィッド・クローク (David Croke) 他の研究者による遺伝子研究は、アイリッシュ・トラヴェラーに共通する特定の遺伝病を識別した。具体的には、ガラクトース血症といった通常は関係のない集団同士で見つかることは極めて稀である同一性を証明する対立遺伝子の突然変異を伴うものである。
ここから、おそらくはこのどちらかであろうと推測される2つの主な仮説が生まれた。
1. これは主にトラヴェラーの集団の中で結婚が繰り返された結果である。
2. はるか昔に現在のアイルランド人とは血縁のない先祖から創始者効果で生まれた血筋であることの示唆[47]。

研究チームは、"トラヴェラー以外の集団と比較した結果としてQ188R遺伝子がトラヴェラーの間での唯一の変異体対立遺伝子であるという事実は、トラヴェラーという民族集団の創始者としての、当時の彼らの仲間だったアイルランド人全体からの小集団の孤立による創始者効果の結果かもしれない。これは、上掲の2つのトラヴェラーの起源に関する仮説のうちの後者を支持すると思われる"、と考えた。
より具体的に言うと、この研究で、Q188R遺伝子がトラヴェラーのサンプルの100%と他のアイルランド人のサンプルの89%で見つかった。これは、トラヴェラーの集団はアイルランドの先住民全体の模式であったことを示すものである。

## 社会的な衝突や論争

### 反トラヴェラー差別
アイルランド経済社会調査機関 (en: Economic and Social Research Institute) による2011年の調査は、アイルランドでのトラヴェラーの排斥は広く存在している。トラヴェラーは "アイルランド全体の人口のうちわずか0.5%にしかなく、定住者集団の中にいる仲間の市民の個人的な接触による継続支援なしには生きていくことのできない、あまりに小さな少数派であり、近隣の定住者集団から異文化としての連携を必要とする" 存在であり、この排斥は彼らにとっての長期の見通しに悪影響を与えかねない、と考察した。
"ナッカー"あるいは"パイキー"という言葉はよくトラヴェラーに対する差別語 (en:pejorative) として使われる。

### 収入
多くのトラヴェラーは、イングリッシュ・グレイハウンドやラーチャーといった犬のブリーダーであり、そして、長年馬の取引に関心を持っている。彼らとともに開催されている主な品評会は年次で開催されるバリナスロー・フェアー（en:Ballinasloe fair、ゴールウェイ県バリナスロー）、パック・フェアー（en:Puck Fair、ケリー県キローグリン (en:Killorglin)）、Ballabuidhe Horse Fair（コーク県ダンマンウェイ(en:Dunmanway)）、月次で開催されるスミスフィールド・ホース・フェアー（Smithfield Horse Fair、ダブリン市内）、アップルビー・ホース・フェアー (en:Appleby Horse Fair)、イングランド カンブリア アップルビー=イン=ウェストモーランド (en: Appleby-in-Westmorland) がある。 
彼らはよくくず鉄の取扱いに関わっている。例えば、鋼鉄の原料の60%はくず鉄が元となっているが、そのうちおおよそ50% (7万5千トン) はトラヴェラーの集団が分別したものであり、150万ポンド以上の価値がある。
そのようなより価値ある非鉄金属の比率は著しく大きくなっているかもしれない。
多くのアイリッシュ・トラヴェラーの雇用は自営業か賃労働のどちらかであり、収入や経済状態はそれぞれの家族によって様々である。 
多くの家族が経済の詳細を明かすことを選ばないし、説明しようとしても、毎月や毎週の収入から何かしらの規則的な傾向を見つけることは非常に難しい。 
彼らの経済状態を見破るには、多くの人がキャンピングトレーラー、モータービークル、家庭用品、その他の有価値物といった所有物の状態を見る。

### 社会的独自性
アイリッシュ・トラヴェラーは、英国法において１つの民族集団として認識されている。 
アイルランド法(en:Law in the Republic of Ireland)では、彼らの法的な地位は社会集団のthatである。 
1つの民族集団は、その構成員がお互いに1つと識別することで定義される。普通、その識別は祖先や家系が共通するとの推定が基礎となる。民族的な独自性は やはり集団の特殊性や、集団内で共通の文化的、言語的、宗教的、行動心理学的ないし生物学的な特徴を認知した他者によって特徴付けられる。
欧州議会人種差別および外国人嫌悪調査委員会 (The European Parliament Committee of Enquiry on Racism and Xenophobia) は、アイルランドで最も差別された民族集団であり、広範な法的な承認の欠如とも相まって、そういった状態はいまだに危険な状態のままである、と評定した。 
トラヴェラーは多くの場合、定住者からその存在を否定的に見られている。偏屈で、反社会的であり、社会から'落伍' (drop-outs) し、'不適合' (misfits) と思い込まれていたり、あるいは、犯罪や物乞い (en:mendicant) の行動、ないし、他人の土地の不法占拠に関与していると信じられている。

### 暴力と犯罪
チャールズ・ホーヒー政権下の1960年アイルランドで任ぜられた不定住対策委員会は、"定住者のトラヴェラーへの懸念に加えて深酒の勢いでの公共の場での喧嘩 ... 確執は、歴史上のジャガイモ飢饉以前のアイルランドの田舎生活の特徴にも似た、娯楽の不足と無学さの結果のように思われた"と評した。
2008年にマリンガーのダルトン・パーク (D'Alton Park) で、ネヴィン (Nevin)・ディネガン (Dinnegan) ・マクドナー (McDonagh) 各家族の計65人を巻き込んだ乱闘騒ぎが発生した。裁判所は2010年に聴取を行い、被告全員を執行猶予する判決を出した。 
争いの原因はベアナックル・ボクシングの試合に関する未払の賭博の借金によるものとされている。
イギリスの民間団体「英国アイルランド人礼拝所(Irish Chaplaincy in Britain)」の主導でまとめられた2011年の調査報告書、「聞こえない声：牢獄にいるアイリッシュ・トラヴェラーの研究」(Voices Unheard: A Study of Irish Travellers in Prison、コン・マック・ギャハン(Conn Mac Gabhann)著、2011年) は、社会や経済、教育といった面で行われている排斥が、アイリッシュ・トラヴェラーの品行の悪さの要因の大部分を占めている、と評した。

### 土地の争議
イギリスにおけるトラヴェラーについての訴訟は、私有地やそのような目的に指定されていない公有地に設立されている未許可のトラヴェラーの居住地についてのものである。政府の"ジプシー／トラヴェラー居住地助成金"(Gypsy and Traveller Sites Grant)の下、トラヴェラーが使うために指定された居住地は議会によって供給されており、地方自治体は新しい居住地の構築や既存の居住地の維持・拡張のために基金を設立することができる。
しかしながら、トラヴェラーは頻繁に、公共の"共有地" (en:common land) や広い野原や他の私有地といった個人の地所を含む、他の非認可の居住地も利用する。トラヴェラーは認可された居住地の供給不足と主張している – ジプシー評議会 (Gypsy Council) は、供給不足の量を3千5百人分と見積もっている。
エセックスのデール・ファーム(en:Dale Farm)は、その有名な例だった。
これら土地を渡り歩く人々への平等権獲得の努力は、1968年キャラヴァン・サイト法 (en:Caravan Sites Act 1968) の成立に繋がり、彼らのイギリスにおける権利、生活様式、文化がいくらか保護されるようになった。 1994年刑事裁判公序法(en:Criminal Justice and Public Order Act 1994)は、しかしながら、1968年法の第二部を廃止し、イギリスにおける地方自治体のトラヴェラーへの居住地提供および、彼ら自身による既存の居住地の廃止の支援義務を削除した。
北アイルランドでは、トラヴェラーの居住地に対する反対運動が民主統一党主導で続いている。

## トラヴェラーの組織の一覧
以下に、トラヴェラーの組織のうち1960年代以降に結成された主だったものを挙げる。
- Irish Traveller Community (1960年代)
- Itinerant Settlement Committee (1960年代–1980年代)
- Travellers' Rights Committee (1981年–83年)
- Minceir Misli (1983年–85年)
- Travellers' Education and Development Group (1984年設立)
- Irish Travellers' Movement (1990年設立)

## 叙述やドキュメンタリー
アイリッシュ・トラヴェラーは映画、ラジオ、印刷物、テレビなどで、普段は否定的に、しかし時々は心配や同情の対象として描かれている。 
エディー・イザードとミニー・ドライヴァーが主演したアメリカのテレビ番組 ザ・リッチズ（en:The Riches、2007年–2008年）では、トラヴェラーのライフスタイルに焦点をあてられている。
更に最近ではイギリスで、実生活の結婚を巡るトラヴェラーの一連の生活を描いたドキュメンタリーシリーズ ビッグ・ファット・ジプシー・ウェディングス（en:Big Fat Gypsy Weddings、2010年-2015年）が商業的な成功を収めている。